# Xeromelissa rosie
Xeromelissa rosie is een vliesvleugelig insect uit de familie Colletidae. De wetenschappelijke naam van de soort is voor het eerst geldig gepubliceerd in 2001 door Toro & Packer.